# David van der Poel
David van der Poel (Wilrijk, 15 giugno 1992) è un ex ciclocrossista ed ex ciclista su strada olandese, attivo in formazioni UCI dal 2011 al 2023.
Figlio di Adrie van der Poel e fratello maggiore di Mathieu van der Poel, anche loro ciclocrossisti, è anche nipote del ciclista francese Raymond Poulidor. A livello internazionale ha rappresentato i Paesi Bassi sia nelle categorie giovanili che in quella Elite, vincendo il titolo nazionale nel 2010 tra gli Juniores e quello tra gli Under-23 nel 2013; sempre tra gli Juniores nel 2009-2010 ha vinto la Coppa del mondo e il Superprestige.

## Palmarès

### Cross
- 2008-2009 (Juniores)

Superprestige Veghel-Eerde (Veghel-Eerde)
- 2009-2010 (Juniores)

Steenbergcross
Cyclocross Gavere (Gavere)
Grote Prijs van Hasselt (Hasselt)
Superprestige Hamme-Zogge
Cyclocross Gieten (Gieten)
Vlaamse Industrieprijs Bosduin (Kalmthout)
Azencross (Loenhout)
International Cyclo-cross Tervuren
Campionati olandesi, Prova Juniores
Grand Prix Lille Métropole (Roubaix)
Grote Prijs Adrie van der Poel (Hoogerheide)
- 2012-2013 (BKCP-Powerplus, due vittorie)

Campionati olandesi, Prova Under-23
Cauberg Cyclo-cross (Valkenburg)
- 2014-2015

Grand Prix du Nouvel-An (Pétange)
Cyclocross Bussnang (Bussnang)
- 2015-2016 (BKCP-Corendon, due vittorie)

Cyklokros Tábor (Tábor, 4ª prova TOI TOI Cup)
Radcross Hittnau (Hittnau, 3ª prova EKZ CrossTour)
- 2016-2017 (Beobank-Corendon, due vittorie)

Jingle Cross #2 (Iowa City)
Cyklokros Slaný (Slaný, 5ª prova TOI TOI Cup)
- 2017-2018 (Beobank-Corendon/Corendon-Circus, cinque vittorie)

Radcross Illnau (Illnau)
Cyclo-cross de la Solidarité (Lutterbach)
Zilvermeercross (Mol)
Cyklokros Kolín (Kolín, 7ª prova TOI TOI Cup)
Cyclocross Rucphen (Rucphen)
- 2018-2019 (Corendon-Circus, cinque vittorie)

Radcross Baden (Baden, 1ª prova EKZ CrossTour)
Radcross Illnau (Illnau)
Cyclo-cross de la Solidarité (Lutterbach)
Radcross Hittnau (Hittnau, 3ª prova EKZ CrossTour)
Classifica generale EKZ CrossTour
- 2019-2020 (Alpecin-Fenix, una vittoria)

Chazal Cup Vittel (Vittel)
- 2020-2021 (Alpecin-Fenix, una vittoria)

Troyes Cyclocross International (Troyes)
- 2021-2022 (Alpecin-Fenix, una vittoria)

Cyclo-cross de Karrantza (Karrantza)

### Strada
- 2018 (Corendon-Circus, una vittoria)

1ª tappa Tour Alsace (Champ du Feu > Sélestat)

#### Altri successi
- 2019 (Corendon-Circus)

Prologo Tour Alsace (Sausheim, cronosquadre)
- 2020 (Alpecin-Fenix)

1ª tappa Ronde van Vlaams-Brabant (Linden > Linden)
4ª tappa Ronde van Vlaams-Brabant (Kumtich > Kumtich)
5ª tappa Ronde van Vlaams-Brabant (Rillaar > Rillaar)

## Piazzamenti

### Competizioni mondiali
- Campionati del mondo di ciclocross

Hoogerheide 2009 - Juniores: 18º
Tábor 2010 - Juniores: 8º
Koksijde 2012 - Under-23: 13º
Louisville 2013 - Under-23: 20º
Hoogerheide 2014 - Under-23: 6º
Tábor 2015 - Elite: 33º
Heusden-Zolder 2016 - Elite: 6º
Bieles 2017 - Elite: 30º
Valkenburg 2018 - Elite: 17º
Bogense 2019 - Elite: 20º
Dübendorf 2020 - Elite: 15º
Ostenda 2021 - Elite: 21º

### Competizioni continentali
- Campionati europei di ciclocross

Hoogstraten 2009 - Juniores: 26º
Ipswich 2012 - Under-23: 21º
Huijbergen 2015 - Elite: 21º
Pontchâteau 2016 - Elite: 11º
Tábor 2017 - Elite: 5º
Rosmalen 2018 - Elite: 13º
Rosmalen 2020 - Elite: 23º
- Campionati europei su strada

Valkenburg 2020 - In linea Elite: 77º
- Campionati europei gravel

Fiandre 2023 - Elite: 61º